# 東新町 (徳島市)
東新町（ひがししんまち）は、徳島県徳島市の町名。新町地区に属している。東新町一丁目から東新町二丁目まで存在する。郵便番号は770-0912。

## 地理
徳島市の東部に位置し、東は東船場町、西は南新町、北は新町橋、南は銀座に隣接する。
徳島県有数のショッピング街で、中央には東新町商店街がある。かつては丸新百貨店やダイエー徳島店が存在した。

## 歴史
1585年（天正13年）に入国した徳島藩祖・蜂須賀家政が、町人を相手にする商人を集めて新町を造ったのが始まりで、1630年（寛永7年）ごろには内町と並ぶ徳島位置の商店街として栄えていた。
江戸時代から現在の町名で、1942年（昭和17年）からは一丁目から三丁目、1975年（昭和50年）からは一丁目から二丁目がある。江戸期は徳島城下の町人町のひとつで、1889年（明治22年）に徳島市の町名となった。
当町北端を東に船場町に抜け、新町橋を渡ると内町で、江戸期には豪商・問屋が軒を並べていた。しかし江戸期初頭に、内町だけは城下の商業的機能が十分に果たせなくなり、新町に商業地区を拡張し、当町等が成立した。北は西新町、西から南にかけて古物町・籠屋町・富田町が並ぶ。
1970年代が全盛期とされ、1974年（昭和49年）には休日の歩行者数が約4万人を数えていた。
しかし、1983年（昭和58年）に当地区の核店舗となっていた丸新百貨店の約2.5倍の規模で徳島駅前に徳島そごうが進出したことから丸新百貨店と当商店街の衰退が始まり、1995年（平成7年）3月21日に丸新百貨店が、2005年（平成17年）にダイエー徳島店が閉店して核となる大型店が無くなり、2006年（平成18年）には映画館も無くなるなど集客施設が相次いで消失したことで衰退が決定的になった。

## 世帯数と人口
2022年（令和4年）9月1日現在の世帯数と人口は以下の通りである。
| 町丁        | 世帯数  | 人口  |
| ----------- | ------- | ----- |
| 東新町1丁目 | 16世帯  | 35人  |
| 東新町2丁目 | 115世帯 | 214人 |
| 計          | 131世帯 | 249人 |

## 小・中学校の学区
市立小・中学校に通う場合、学区は以下の通りとなる。
| 番地 | 小学校             | 中学校             |
| ---- | ------------------ | ------------------ |
| 全域 | 徳島市立新町小学校 | 徳島市立富田中学校 |

## 施設
- 東新町商店街

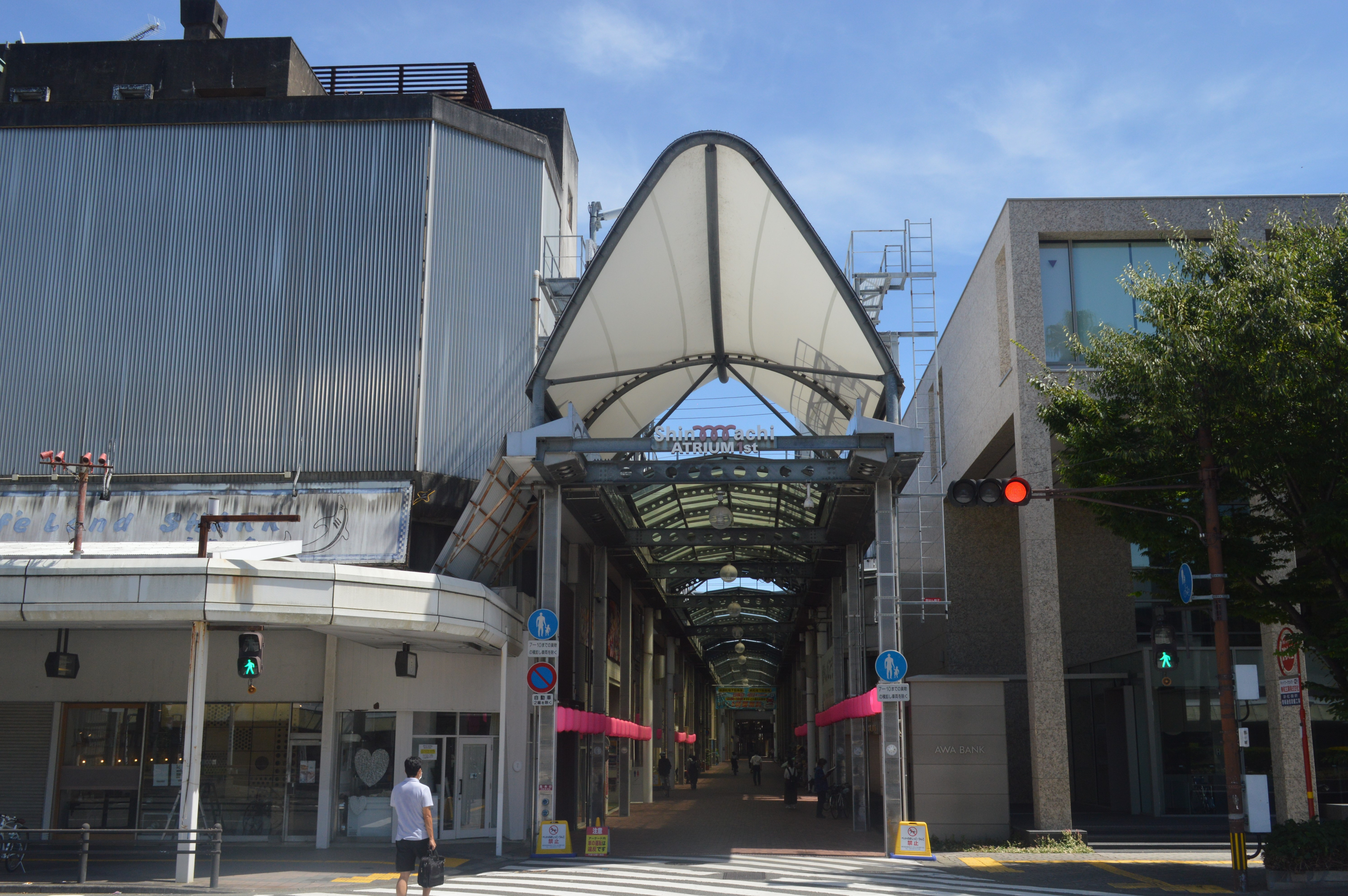
アーケード北端部

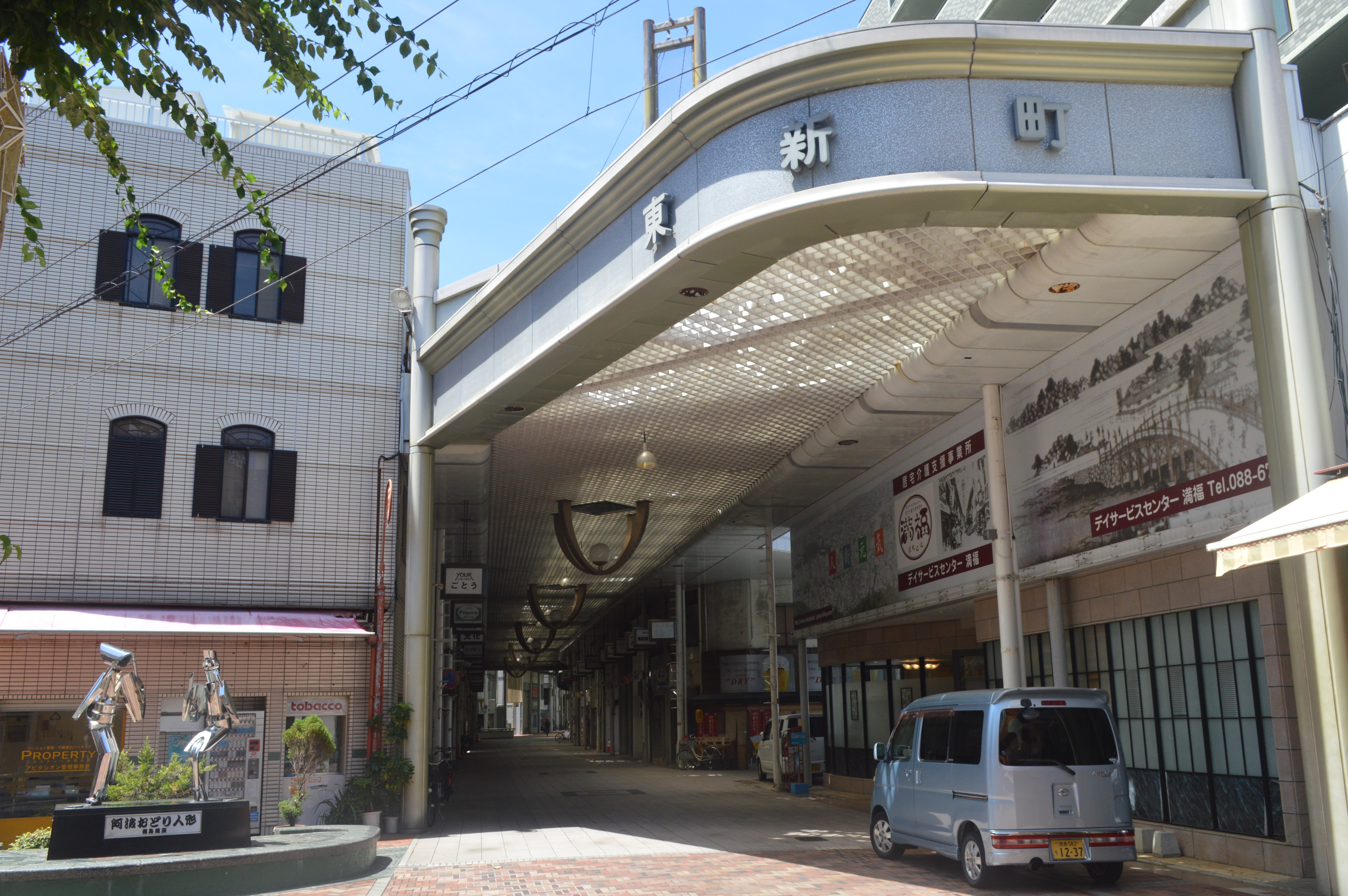
アーケード南端部

- ufotable CINEMA - 市内で唯一の映画館
- 阿波銀プラザ

かつて存在した施設
- 丸新百貨店（1934年（昭和9年）[4] - 1995年（平成7年）3月21日[4]）
- 徳島東映
- 徳島東宝
- ダイエー徳島店（1971年（昭和46年）6月18日[7] - 2005年（平成17年）11月27日[8]）

など

## 交通

### 道路
一般国道
- 国道438号